# ヒロノムス
ヒロノムス (Hylonomus) は古生代石炭紀後期ペンシルベニア期の約3億1,500万年前のカナダに生息していた爬虫類である。カシネリア、ウェストロティアーナ（両生類との説もあり）などとともに最初期の有羊膜類とされる。発見者はカナダの地質学者、ジョン・ウィリアム・ドーソン。学名は「森のネズミ」を意味し、種小名 lyelli（リュエリまたはライエリ）はチャールズ・ダーウィンの師ともいえる、チャールズ・ライエルにちなむ。

## 形態
体長は約30センチメートル、頭骨長約3センチメートル。外見は現生のトカゲによく似ていた。頭蓋骨は高さがあり、後部は切り立っていた。吻は細長く、顎骨端及び口蓋部の翼状骨には小さく鋭い歯を多数持っていた。間椎心（椎骨の構成要素）は退化し、発達した肢帯と長い尾を持つ。
先行する爬形類（爬虫類的両生類）から更新された箇所は以下の通りである。
- 無弓類と言われるグループに属し、側頭部に顎筋が付着するための穴を持たない。彼らから後の単弓類と双弓類が生まれたが、その分化はかなり早期に起こったらしい。
- 迷歯亜綱のような鼓膜が張られていた耳切痕はなく、耳小柱（鐙骨）も振動を内耳に伝達するように特殊化していない。どうも初期爬虫類に陸上に適した聴覚器官はなく、進化途中に両生類とは別に新たに獲得したものらしい。
- 翼状骨が口腔の後方に向って伸び、そこに顎を閉じる筋肉である翼突筋が付着していた。これによって両生類よりも強力な顎を獲得した。
- 迷歯類では4つあった足首の骨のうち3つが癒合し、距骨になった。これによってより敏捷で強力な四肢を手に入れた。

## 生息域
カナダ、ノヴァスコシア州のジョギンズの化石の崖群（世界遺産）より化石が出土。ヒロノムスの化石は当時の植物の切株の化石の中からよく発見される。樹皮以外が腐って空洞になった切株が天然の落とし穴になり、そこから脱出できずに死んだものらしい。盤竜類アーケオシリス、双弓類ペトロラコサウルスなどが同様に発見されている。
ダーウィンの『種の起原』に記されているように、この地は石炭紀の植物化石が多数発掘されることで知られていた。またライエルは、1840年代にこの地を訪れ調査している。

## 生態
森に棲み、小さな昆虫や陸上節足動物を捕食していたとされる。当時のノヴァスコシアは湿地帯であり、かれらは巨大なシダ類によって形成された大森林に生息していたと考えられている。

## 分類
かつてはヒロノムスの属するカプトリヌス類は、爬虫類の祖形的グループとして、シームリア形類、ディアデクテス類と一緒に杯竜類というカテゴリーに入れられていた。杯竜類の名は、彼らが共有する原始的な両凹型の椎骨の形状に由来する。現在ではより原始的な前二者は両生類として扱い、完全に爬虫類と考えられるカプトリヌス類だけが爬虫類に入れる考えが主流である。